# Fernando de Oliveira (cavaleiro tauromáquico)
Fernando de Oliveira (Benavente, 12 de Março de 1859 — Lisboa, 12 de maio de 1904) foi um cavaleiro tauromáquico português.
Cavaleiro experiente, passaria à história por ter protagonizado um momento trágico na festa dos toiros e, em particular, na história da Monumental do Campo Pequeno; praça onde, inclusive, atuou na corrida inaugural, a 18 de agosto de 1892, frente a um curro de toiros de Emílio Infante da Câmara, em disputa com outro respeitado cavaleiro, Alfredo Tinoco. De novo no Campo Pequeno, na tarde de 12 de maio de 1904, rematava um ferro à tira, no «Ferrador», da ganadaria Marquês de Castelo Melhor, quando foi derrubado do cavalo, tendo ficado à mercê do toiro que o atingiu com uma cornada fatal. Em consequência, sofreu uma fratura do crânio e morreu a caminho do Hospital de São José.